# Blackberry Smoke
Blackberry Smoke – amerykański zespół muzyczny grający Southern rocka i country rocka. Grupa powstała w Atlancie, w Stanach Zjednoczonych.

## Skład zespołu
- Charlie Starr – wokal główny, gitara prowadząca, gitara rytmiczna
- Paul Jackson – gitara prowadząca, gitara rytmiczna, wokal wspierający
- Richard Turner – gitara basowa, wokal wspierający
- Brit Turner – instrumenty perkusyjne
- Brandon Still – instrumenty klawiszowe (dołączył do zespołu w 2009 roku)

Oś czasu

## Dyskografia

### Albumy studyjne
| Tytuł                               | Szczegóły                                                          | Pozycje na listach przebojów | Pozycje na listach przebojów | Pozycje na listach przebojów | Pozycje na listach przebojów | Pozycje na listach przebojów | Pozycje na listach przebojów | Pozycje na listach przebojów | Sprzedaż      |
| Tytuł                               | Szczegóły                                                          | USA                          | US Top Country               | US Heat                      | US Indie                     | US Rock                      | UK                           | UK Rock                      | Sprzedaż      |
| ----------------------------------- | ------------------------------------------------------------------ | ---------------------------- | ---------------------------- | ---------------------------- | ---------------------------- | ---------------------------- | ---------------------------- | ---------------------------- | ------------- |
| Bad Luck Ain’t No Crime             | - data wydania: 27 stycznia 2004 - wytwórnia: Cock of the Walk     | –                            | –                            | –                            | –                            | –                            | –                            | –                            |               |
| Little Piece of Dixie               | - data wydania: 29 września 2009 - wytwórnia: BamaJam Records      | –                            | –                            | –                            | –                            | –                            | –                            | –                            |               |
| The Whippoorwill                    | - data wydania: 14 sierpnia 2012 - wytwórnia: Southern Ground      | 40                           | 8                            | 30                           | 10                           | 12                           | 30                           | –                            | - USA: 51 000 |
| Holding All the Roses               | - data wydania: 10 lutego 2015 - wytwórnia: Rounder Records        | 29                           | 1                            | –                            | –                            | 7                            | 17                           | 1                            | - USA: 49 600 |
| Like an Arrow                       | - data wydania: 14 października 2016 - wytwórnia: 3 Legged Records | 12                           | 1                            | –                            | 2                            | 3                            | 8                            | 1                            | - USA: 48 000 |
| „–” oznacza wydawnictwa nienotowane |                                                                    |                              |                              |                              |                              |                              |                              |                              |               |

### Albumy koncertowe
| Tytuł                              | Szczegóły                                                  | Pozycje na listach przebojów | Pozycje na listach przebojów | Pozycje na listach przebojów | Pozycje na listach przebojów | Pozycje na listach przebojów | Sprzedaż               |
| Tytuł                              | Szczegóły                                                  | US Top Country               | USA                          | US Indie                     | DEU                          | UK                           | Sprzedaż               |
| ---------------------------------- | ---------------------------------------------------------- | ---------------------------- | ---------------------------- | ---------------------------- | ---------------------------- | ---------------------------- | ---------------------- |
| Leave a Scar, Live: North Carolina | - data wydania: 8 lipca 2014 - wytwórnia: 3 Legged Records | 17                           | 128                          | 22                           | 49                           | 35                           | - USA: 2400 - UK: 2181 |

### EP
| Tytuł                    | Szczegóły                                                          |
| ------------------------ | ------------------------------------------------------------------ |
| New Honky Tonk Bootlegs  | - data wydania: 15 lipca 2008 - wytwórnia: wydane własnym nakładem |
| Little Piece of Dixie EP | - data wydania: 2008 - wytwórnia: Big Karma Records                |
| Wood, Wire & Roses       | - data wydania: 18 września 2015 - wytwórnia: 3 Legged Records     |

### Single
| Rok                                 | Tytuł                   | Pozycje            | Album                 |
| Rok                                 | Tytuł                   | US Country Airplay | Album                 |
| ----------------------------------- | ----------------------- | ------------------ | --------------------- |
| 2009                                | „Good One Comin’' On”   | –                  | Little Piece of Dixie |
| 2013                                | "Pretty Little Lie"     | 46                 | The Whippoorwill      |
| 2013                                | „Ain’t Much Left of Me” | –                  | The Whippoorwill      |
| 2015                                | „Living in the Song”    | –                  | Holding All the Roses |
| „–” oznacza wydawnictwa nienotowane |                         |                    |                       |

### Teledyski
| Rok  | Tytuł                               | Reżyser                 | Źr.    |
| ---- | ----------------------------------- | ----------------------- | ------ |
| 2009 | „Good One Comin’ On”                | Roger Pistole           | [ 17 ] |
| 2013 | „Pretty Little Lie”                 | Cole Cassell            | [ 18 ] |
| 2014 | „Shakin’ Hands with the Holy Ghost” | Lewis Cater             | [ 19 ] |
| 2014 | „Six Ways to Sunday”                | Blake Judd              | [ 20 ] |
| 2015 | „Too High”                          | Blake Judd              | [ 21 ] |
| 2016 | „Sunrise in Texas”                  | Jamie Burton Chamberlin | [ 22 ] |
| 2020 | "Run away from it all"              | Andy Sapp               |        |